# Sigesbeckia portoriccensis
Sigesbeckia portoriccensis là một loài thực vật có hoa trong họ Cúc. Loài này được Bertero ex DC. miêu tả khoa học đầu tiên năm 1836.